# Homalium planiflorum
Homalium planiflorum là một loài thực vật có hoa trong họ Liễu. Loài này được (Boivin ex Tul.) Baill. mô tả khoa học đầu tiên năm 1886.